# Жолибож
Жолибож (пол. Żoliborz) — дзельница (район) Варшавы, расположенная в северо-западной части города на левом берегу Вислы. В настоящее время является самой маленькой по площади дзельницей города.
По данным GUS (главного статистического управления), на 31.12.2009, в дзельнице на площади 8,5 км2 проживало 48 060 жителей.

## Административные границы
В соответствии с административным делением, принятым в 2002 году, Жолибож граничит с дзельницами:
- Беляны (Варшава) и Бемово — по аллее Армии Крайовой;
- Воля и Средместье — по железнодорожной линии;

Восточной границей дзельницы является фарватер Вислы.

## Районы
По данным Городской системы информации (Miejski System Informacji), на территории Жолибожа выделяются следующие районы:
- Марымонт-Поток (Marymont-Potok)
- Старый Жолибож (Stary Żoliborz)
- Сады Жолибожские (Sady Żoliborskie)

В свою очередь Старый Жолибож состоит из нескольких исторически сложившихся частей:
- Офицерский Жолибож (Żoliborz Oficerski) — окрестности площадей Слонечной (Słoneczny) и Инвалидов (Inwalidów), заселенные перед войной старшим офицерским составом.
- Административный Жолибож (Żoliborz Urzędniczy) — окрестности аллеи Войска Польского и костела св. Станистлава Костки, изначально заселенные семьями государственных служащих.
- Журналистский Жолибож (Żoliborz Dziennikarski) — окрестности улиц Дзенникарской (Dziennikarska), Промыка (Promyka) и Богомольца (Bohomolca), где жило много литераторов.
- Кооперативный Жолибож (Żoliborz Spółdzielczy) — территория Варшавского жилищного кооператива в окрестностях пл. Словацкого, где доминирует модернистская малосемейная застройка.
- Центральный Жолибож (Żoliborz Centralny) — окрестности площади Вильсона.
- Нижний Жолибож (Żoliborz Dolny) — между ул. Красинского (Krasińskego), Гвяздзистой (Gwiaździsta), Потоцкой (Potocka) и Мицкевича (Mickiewicza).

В 1951—1994 в состав Жолибожа входили нынешние Беляны, которые с 1994 стали самоуправляющейся гминой, а с 2002 — самостоятельной дзельницей.

## История

Схема дзельницы Жолибож

Впервые название «Жолибож» появляется в XVIII веке. Ранее для этой территории употреблялись: Поликово (Polikowo), Поликув (Polików), Полькув (Polków) и Фаворы (Fawory). Современное название происходит от французского словосочетания Joly Bord («жоли бор») — Прекрасный берег. Так именовались сады, разбитые в 1774—1775 вокруг летней резиденции интерната Collegium Nobilium. Они находились в северной, наиболее высокой, живописно расположенной части откоса Вислы. В 1831 г. эта площадь была занята под строительство цитадели.

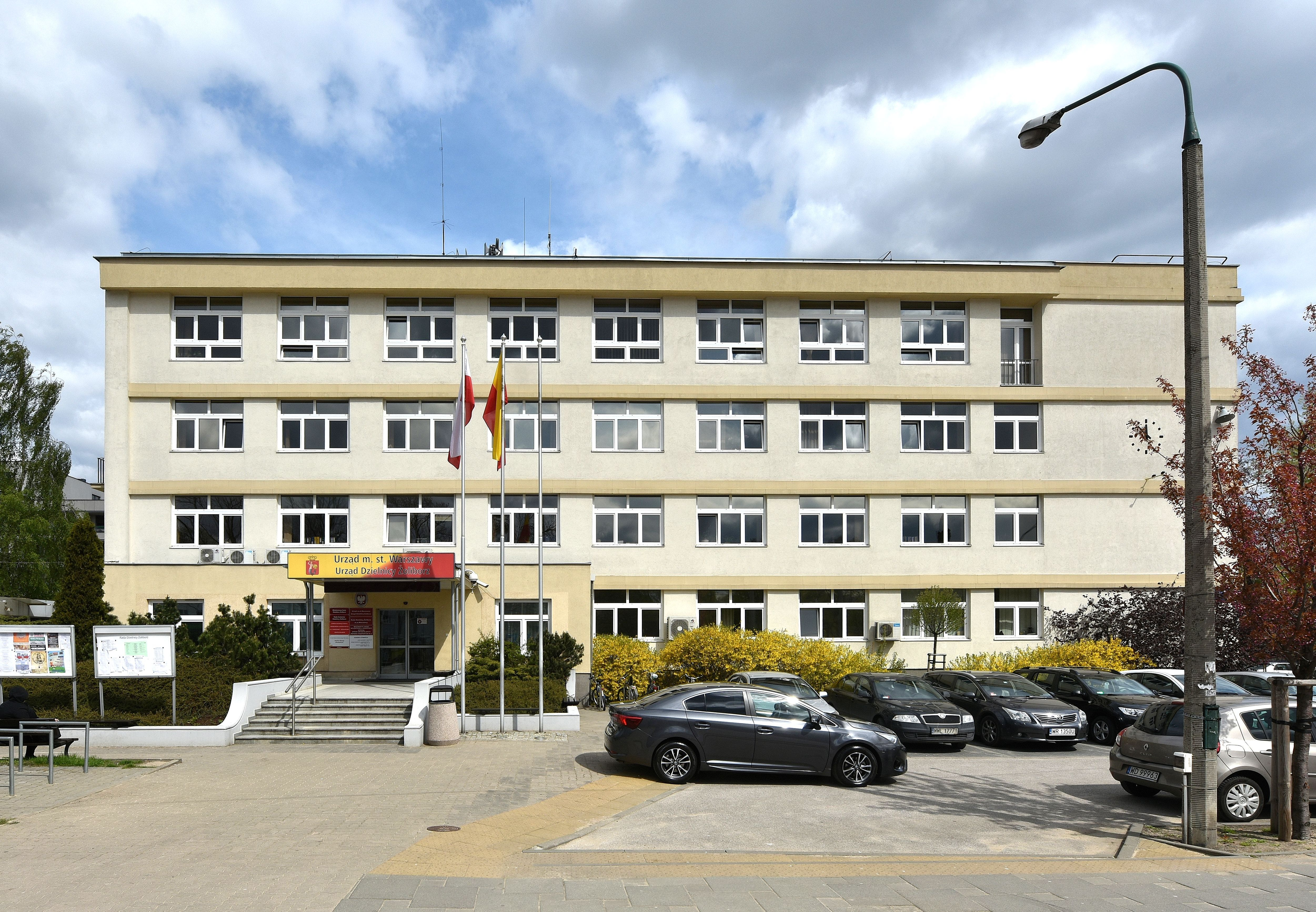
Ратуша дзельницы Жолибож

В том виде, в каком он существует теперь, Жолибож появился в 20-е гг. XX в. После получения Польшей независимости незастроенные площади около варшавской Цитадели давали возможность создания городской застройки «с нуля». Проект застройки дзельницы был составлен в соответствии с концепцией Тони Гарнье, которая предусматривает осевое заложение основных городских объектов на главных улицах. Градостроительную концепцию разработал Антоний Яворницкий (Antoni Jawornicki), придав дзельницы форму трапеции, ограниченной Вислой и улицами Потоцкой (Potocka), Зайончка (Zajączka) и Попелушки (Popiełuszki). Главными осями района стали улица Мицкевича и поперечная ей улица Красинского, пересекающиеся на площади Вильсона. Вторая центральная точка района — овальная площадь Инвалидов на пересечении Мицкевича с аллеей Войска Польского.
На Жолибоже, в районе ул. Сузина, произошли первые бои Варшавского восстания.

## Достопримечательности и памятники старины

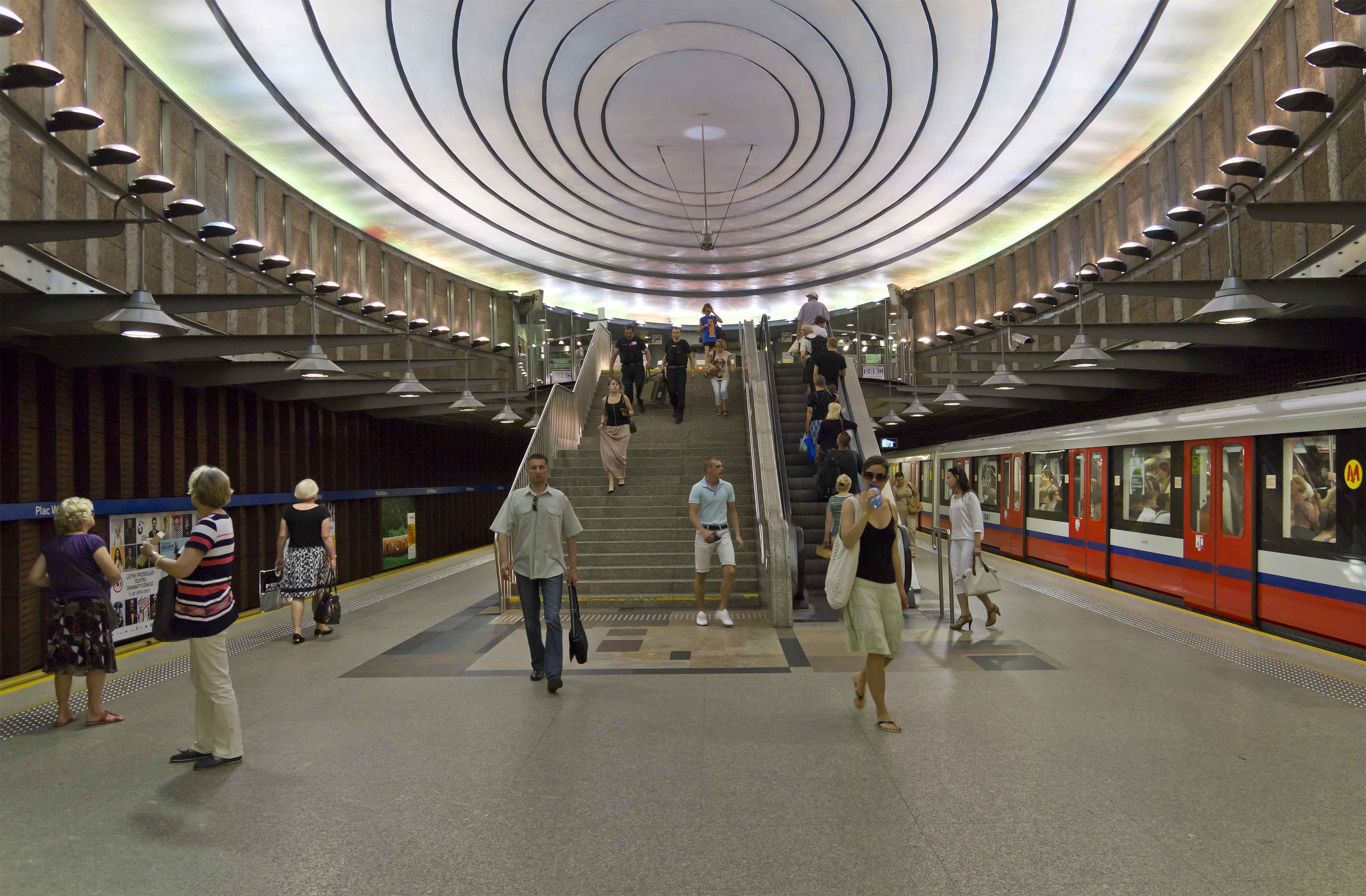
Станция метро Площадь Вильсона (A-18 Plac Wilsona)

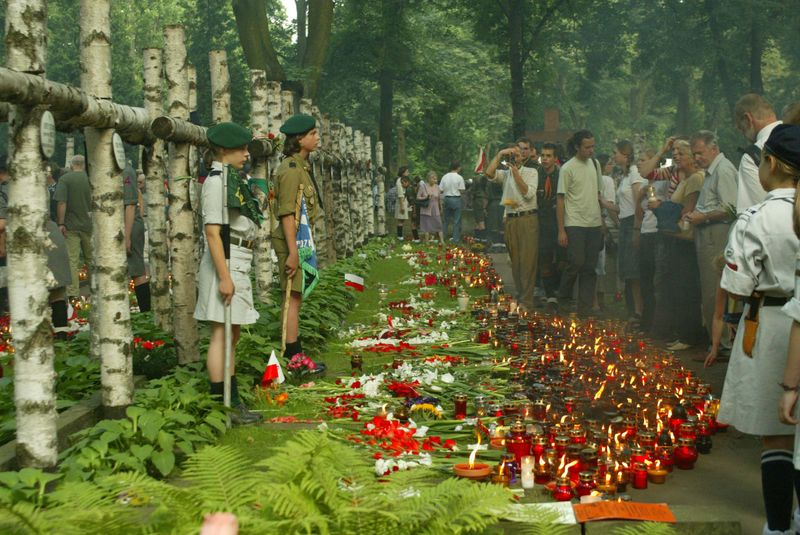
Могилы членов Stary Szeregi на варшавском Воинском кладбище на Повонзках

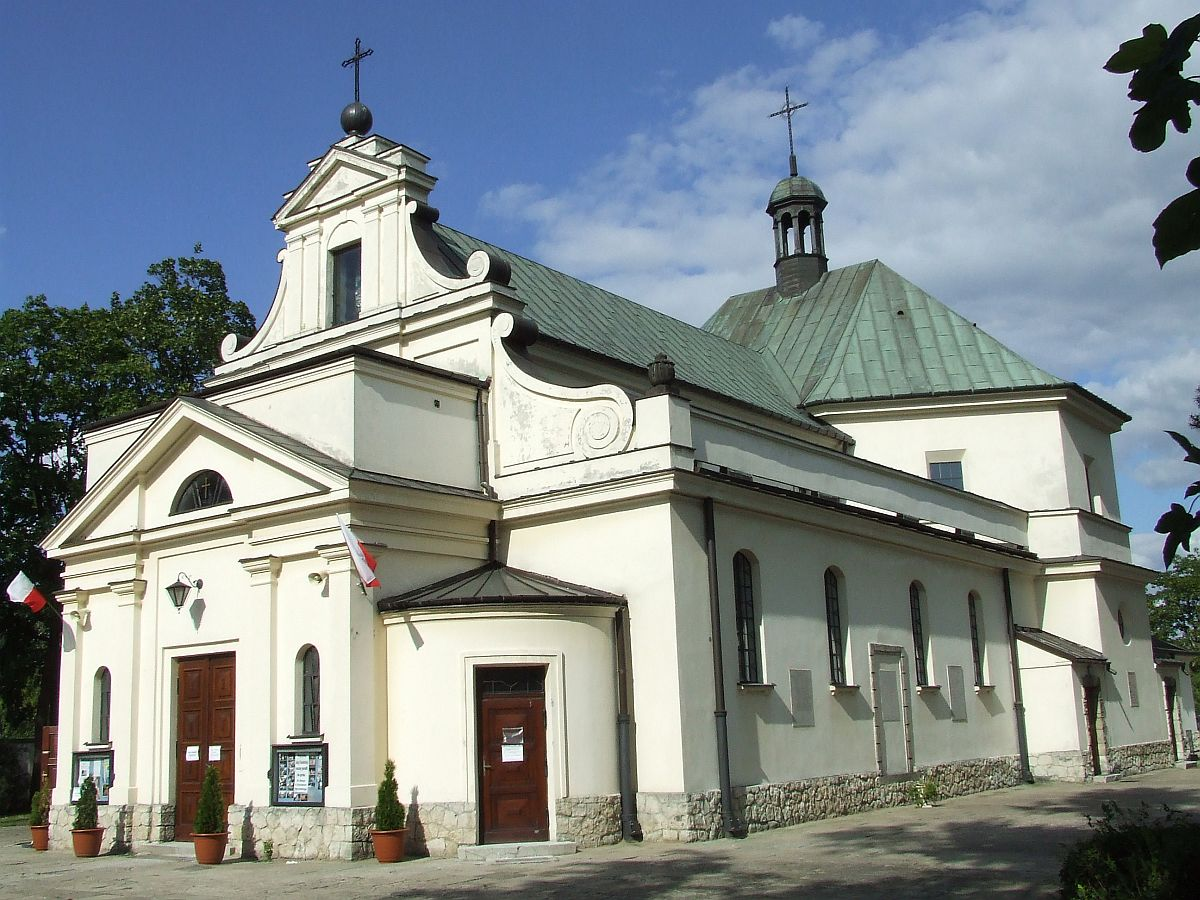
Костёл Божьей Матери Покровительницы Польши в Марымонте

### Памятники природы
Значительная часть Жолибожа (250 из 830 га поверхности) занята зелеными насаждениями. В их числе:
- Парк Каскад (Park Kaskada)
- Парк Потоцкая Купа (Kępa Potocka). Здесь проходят киносеансы в рамках фестиваля летнего кино
- Парк имени Стефана Жеромского (Park im. Stefana Żeromskiego). Площадь — почти 6 га. Был заложен в 1932 на подступах Цитадели, там, где в давние времена находились укрепления Сокольницкого форта. Авторы проекта — Леон Данелевич и Станислав Задора-Желенский. Парк разделен на две части высоким валом. В скверике при главном входе в парк со стороны пл. Вильсона установлен фонтан со скульптурой «Девушка с кувшином» работы Генрика Куны. Её окружает благоустроенный газон округлой формы и тисовые кусты шаровидной формы.
- Жолибожские сады (Sady Żoliborskie),
- Парк имени солдатов обвода «Кормилец» (Park im. Żołnierzy Żywiciela),
- Парк «Ров и склоны Цитадели» (Park «Fosa i stoki Cytadeli»)

### Памятники старины

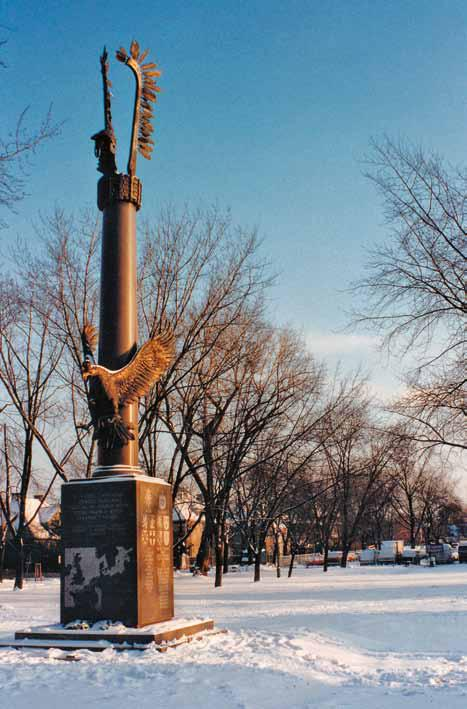
Памятник на площади Инвалидов

Интересны следующие туристические объекты:
- костёлы и другие храмы:
  - монастырь и школа Воскресших из мертвых (klasztor i szkoła Zmartwychwstanek) на ул. Красинского, 31
  - костёл Божьей Матери Покровительницы Польши (kościół pw. Matki Boskiej Królowej Polski) на ул. Гданьской, 6а
  - костёл св. Станислава Костки (Kościół pw. św. Stanisława Kostki) на ул. Хозьюша, 2
  - костёл Младенца Иисуса (kościół pw. Dzieciątka Jezus) на ул. Чарнецкого, 15
  - костёл св. Яна из Кенты (kościół pw. św. Jana Kantego) на ул. Красинского, 31
- кладбища:
  - воинское кладбище на Повонзках
- памятники:
  - 1-й танковой дивизии Станислава Мачека на пл. Инвалидов
  - солдатам дивизии Юзефа Халлера (pomnik Czynu Zbrojnego Polonii Amerykańskiej Dyw. gen. Józefa Hallera) на Грюнвальдской пл.
  - 27-й Волынской пехотной дивизии Армии Крайовой (27 Wołyńskiej Dywizji Piechoty) на углу аллеи Армии Крайовой с ул. Гданьской
  - князю Ежи Попелушко на углу улиц Красинского и Попелушко. Надпись на памятнике: «Князь Ежи Популушко (1947—1984) посвятил жизнь вере и независимости Польши, победил зло добром»
  - солдатам обвода «Кормилец» на ул. Ежи Попелушко у театра Комедии
- мемориальные доски, камни, скульптуры
  - на углу ул. Мицкевича и Генерала Зайончка — увековечение места наиболее ожесточенных боёв Армии Крайовой за Гданьский вокзал 20—22 августа 1944 г., когда полегло более 500 солдат повстанческих отрядов «Кампинос» и «Жолибож»
  - памятный камень, посвященный Я. Куроню — в парке Жеромского
  - плита «Десантная» (Desantowa) на ул. Гдыньская Набережная (Wybrzeże Gdyńskie) — в память о солдатах 2-й Варшавской пехотной дивизии 1-й армии Вольска Польского, которые полегли при попытке оказания помощи Варшавскому восстанию.
- прочие интересные объекты: Отстроенный капонир цитадели
  - Варшавская крепость и её форты:

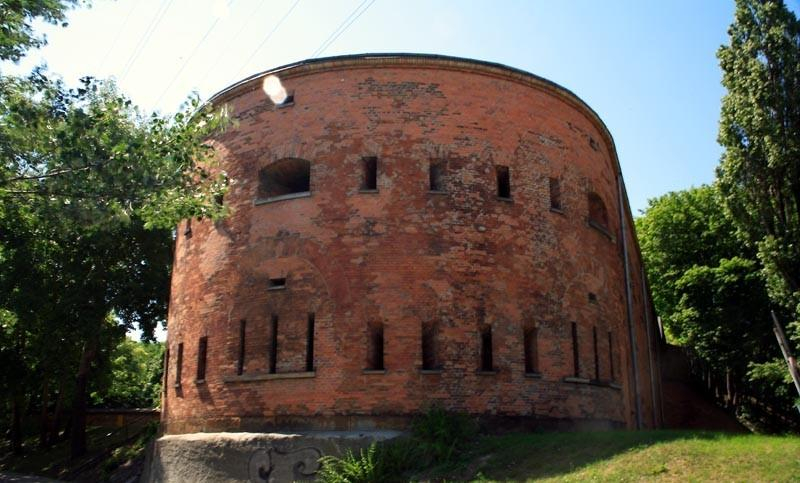
Отстроенный капонир цитадели

    - Музей «X павильон Варшавской цитадели» (крепости, сооруженной Николаем I после подавления восстания 1830 года)
    - Форт Легионов
    - Несохранившиеся укрепления: форт Сергея (Сокольницкого) — превращенный в элемент парка Жеромского, форт Георгия (Хауке-Босака), форт Павла (Мерославского), Прибрежная батарея;
    - Цитадель: Ивановские ворота (ворота Казней, Brama Straceń); Мавзолей-виселица (Mauzoleum Szubienica); Памятник-каштан (Pomnik Kasztanowiec); символическое кладбище (Gablota Cmentarz symboliczny) — 140 крестов у подножья цитадели — отмечает место казней и борьбы нескольких поколений борцов за независимость Польши.

  - Авторская галерея и театр «Well-Art» на ул. Войска Польского, 10
  - Бар «Фаворы» (Fawory) (сейчас на его месте медицинская клиника)
  - Музей Спорта и Туризма в Олимпийском центре им. Иоанна Павла II на ул. Гдыньской, 4
  - Варшавский жилищный кооператив (Warszawska Spółdzielnia Mieszkaniowa)
  - Театр Комедии на ул. Пручника, 8 (Próchnika 8) в здании общественного дома культуры WSM
  - спецшкола на ул. Чарнецкого, 49
  - постройки Городских автобусных предприятий (Miejskie Zakłady Autobusowy) на ул. Влосчанской, 52 (Włościańska 52) — территория бывшей фабрики «Opel», место боев Варшавского восстания.

## Культура и искусство
- Публичная библиотека дзельницы Жолибож на ул. Пручника, 8а, филиал на ул. Проневского, 9а
- Театр комедии на ул. Словацкого, 19а;
- Кинотеатр «Висла» на пл. Вильсона, 2.Театр Комедия

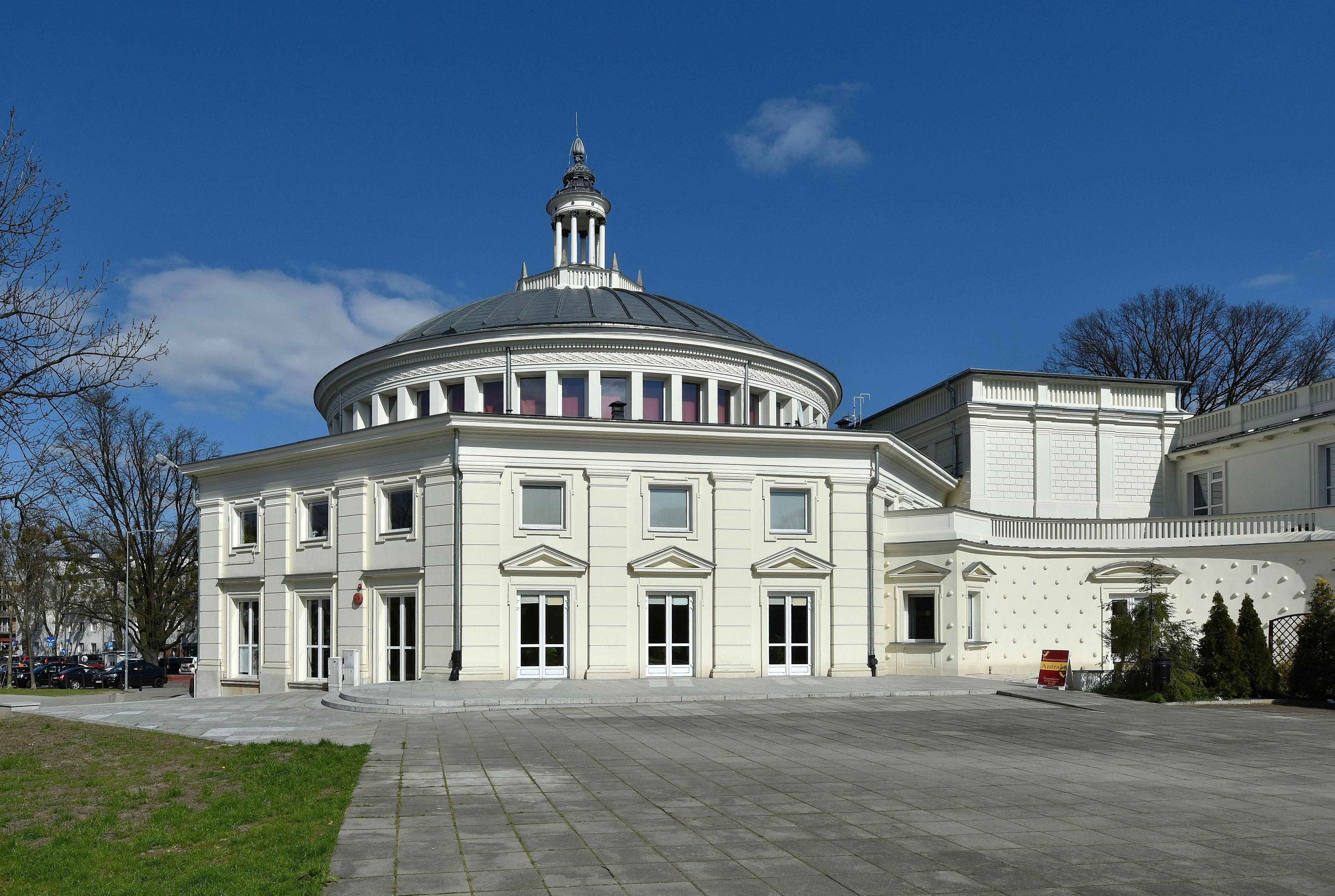
Театр Комедия

## Жолибож в искусстве и поп-культуре
- Из Жолибожа происходит рок-группа Partia, которая в 2000 записала диск «Żoliborz — Mokotów» (Жолибож-Мокотув), считающаяся одним из важнейших альбомов альтернативной музыки. Partia эволюционировали в Komety, которые постоянно обращаются в своем творчестве к Жолибожу, откуда происходят музыканты ансамбля Леслав, Шевко, Аркус.
- «Зеленый Жолибож, перченый Жолибож, расцветает на деревах и кустах» — так о Жолибоже в песне «Варшава» поет T.Love.
- О Жолибоже поет также группа Trawnik, вокалист которой Кшиштоф Бень воспитывался в этом районе.
- «Хотим Жолибожа от моря до моря (букв. „од можа до можа“)» — такой лозунг появился на стенах жолибожских домов в 90-х годах. Это послужило вдохновением для картины, размещенной в 2008 на станции метро Марымонт.
- Происходящая с диска «Autorytet» песенка «Ода Жолибожа» была вторым синглом, продвигающим дебютный альбом варшавского рэпера Фанки Филон (Funky Filon) в 2000. Соавтором музыки стал ещё один житель Жолибожа, Michal Grymuza.
- О Жолибоже писал также Константы Ильдефонс Галчиньский в стихотворении «Дождь» и Ежи Загурский в стихотворении «Жолибож».
- В Жолибоже в 1979 открылась одна из первых частных художественных галерей в Польше. Галерея Алиции и Божены Валь размещалась на вилле в Жолибоже, которая была спроектирована так, чтобы могла совместить функции жилого дома, галереи и художественной мастерской. Во времена ПНР она была одним из немногочисленных мест, в котором независимые артисты могли выставлять и продавать свои работы.